# Seznam evroposlancev iz Portugalske
Seznam evroposlancev iz Portugalske je krovni seznam.

## Seznami
- seznam evroposlancev iz Portugalske (1986-1989)
- seznam evroposlancev iz Portugalske (1989-1994)
- seznam evroposlancev iz Portugalske (1994-1999)
- seznam evroposlancev iz Portugalske (1999-2004)
- seznam evroposlancev iz Portugalske (2004-2009)
- seznam evroposlancev iz Portugalske (2009-2014)
- poimenski seznam evroposlancev iz Portugalske